# Acrocomia

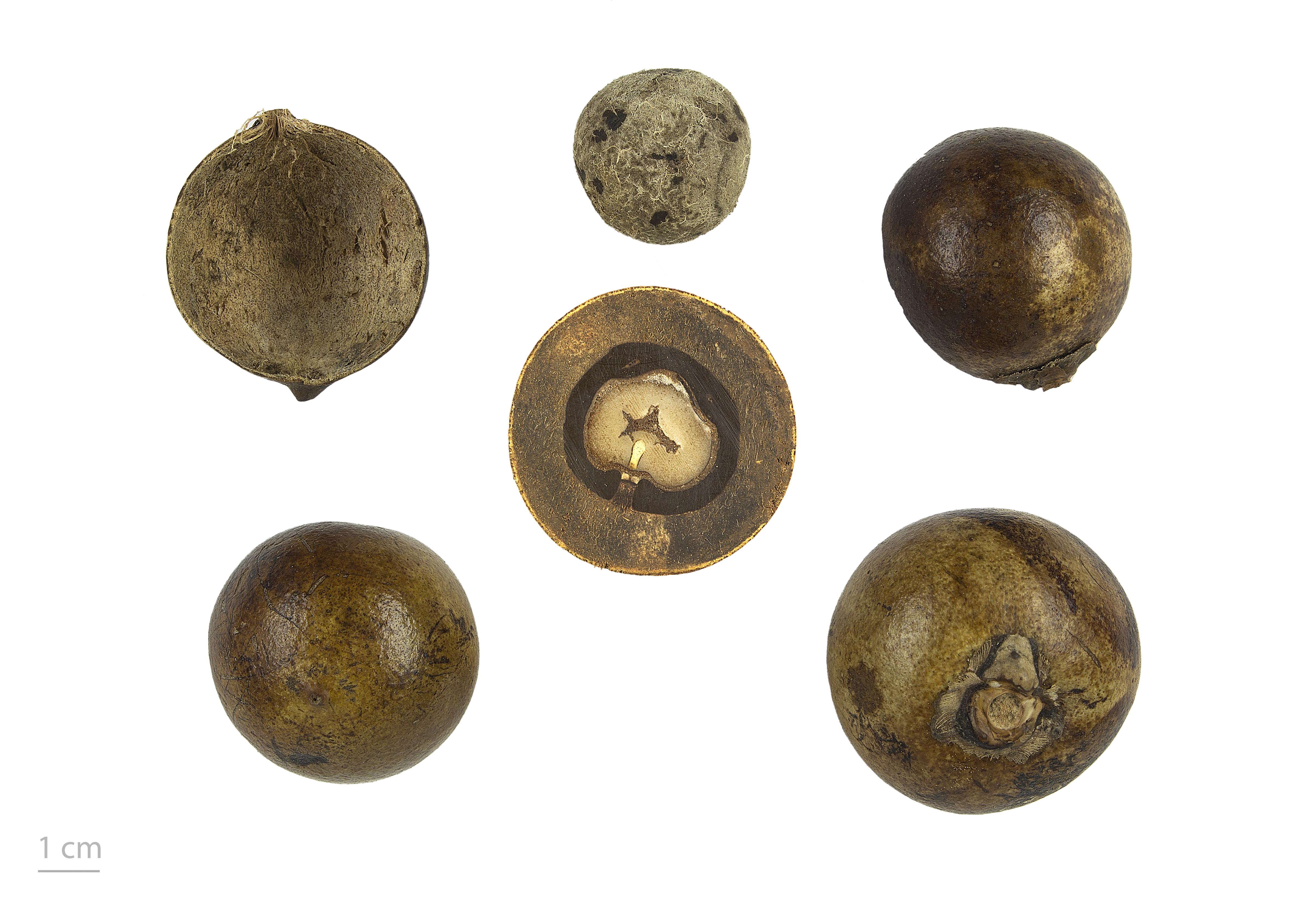
Acrocomia aculeata - MHNT

Acrocomia (ou Acanthococos Barb. Rodr.) é um gênero com 42 espécies de plantas com flores, pertencentes à família das palmeiras Arecaceae.
Suas espécies são típicas das regiões tropicais das Américas, muitas delas ocorrendo somente no Brasil, onde recebem nomes vulgares como bocaiúva, macaíba ou macaíba.

## Espécies selecionadas
- Acrocomia aculeata = sin. Acrocomia totai
- Acrocomia antiguana
- Acrocomia antioquensis
- Acrocomia armentalis
- Acrocomia belizensis
- Acrocomia christopherensis
- Acrocomia crispa
- Acrocomia glaucophylla
- Acrocomia hassleri
- Acrocomia intumescens
- Acrocomia mokayayba
- Acrocomia odorata